# Арлінгтонський національний цвинтар
А́рлінгтонський націона́льний цви́нтар (англ. Arlington National Cemetery) — військовий цвинтар в Арлінгтоні, штат Вірджинія, США, на території якого поховані учасники війн, президенти, судді Верховного суду і астронавти. Нині цвинтар налічує близько 300 тисяч могил.

## Відомі особи, які поховані на цвинтарі

### Президенти США
- Вільям Говард Тафт
- Джон Фіцджеральд Кеннеді

### Військовики
- Крейтон Абрамс — генерал
- Омар Бредлі — генерал армії США
- Френк Вітон — генерал-майор
- Стаффорд Лерой Ірвін — генерал-лейтенант
- Клер Лі Шеннолт — генерал-лейтенант ВПС США
- Вальтер Беделл Сміт — генерал армії США
- Томас Макгуайр — майор ВПС США, один з найрезультативніших льотчиків США
- Джон Першинг — генерал армії США
- Метью Ріджвей — Верховний Головнокомандувач об'єднаних сил ООН та США під час Корейської війни
- Френк Джек Флетчер, американський адмірал
- Пітер Оленчук, генерал-майор, українського походження
- Вільям Горгас — генерал, Генеральний хірург армії США
- Вілліс Огастес Лі — віцеадмірал ВМС США

### Астронавти
- Майкл Філліп Андерсон

### Інші
- Жаклін Кеннеді
- Едвард Кеннеді
- Роберт Пірі
- Гленн Міллер
- Ігнацій Ян Падеревський — польський піаніст, політик, державний діяч. У 1992 році перепохований у Варшаві.
- Майкл Елліс ДеБейкі — американський кардіохірург.
- Блек Г'юго — суддя Верховного суду США.
- Джордж Маршалл
- Вільям Фредерік Фрідман
- Воррен Бергер — Голова Верховного Суду США.
- Гойт Сенфорд Ванденберг
- Олівер Венделл Голмс
- Кордвейнер Сміт — американський письменник-фантаст.
- Зіткала-Ша — американська індіанська письменниця з племені янктон-сіу.
- Рене Жуаєз — швейцарський, французький та американський військовик, лікар і дослідник.